# Buitani
Buitani est une île des esprits et l'esprit de la Terre dans la mythologie nauruane.
Buitani est à la fois l'esprit de la Terre et le lieu de séjour des esprits nobles des Nauruans. Si les esprits des morts ne peuvent aller sur Buitani, ils se retrouvent dans l'océan ou dans les pierres et les arbustes de l'île de Nauru. Chaque foyer nauruan avait alors un esprit protecteur qui recevait chaque jour en offrande de la part de la famille un peu de farine déposée devant la maison.
La frégate jouait aussi un rôle important car cet oiseau était considéré comme le réceptacle des esprits et le lien avec Buitani dont la porte était la baie d'Anibare. Un bananier marque encore aujourd'hui l'emplacement de cette entrée. Durant des cérémonies en juillet, une frégate était capturée et bénéficiait des meilleurs traitements.
Avant la colonisation à la fin du XIXe siècle, ces pratiques étaient très répandues mais l'évangélisation de la population a entraîné leur déclin. Cependant certains Nauruans respectent encore l'interdiction de ne pas s'approcher de l'entrée de Buitani et célèbrent la frégate en juillet.